# Гаврил Охридски и Македонски
Гаврил (на македонска литературна норма: Гаврил) охридски и македонски архиепископ е третият глава на Македонската православна църква от 1986 до 1993 година.

## Биография
Гаврил е роден като Георги Милошев (Ѓорѓи Милошев) в 1912 година в Скопие, тогава в Османската империя, днес в Северна Македония. По произход е мияк от реканското село Росоки, където се родени родителите му Никола и Евдокия. В 1936 година завършва германистика и славистика във Философския факултет на Скопския университет. В Скопие е ръкоположен за свещеник и получава енория във Велес. В 1945 година отец Георги става един от първите професори във велешката гимназия. След кратко учителстване, свещенствотото на Велес и велешката околия го избира за председател на Духовния комитет, и в тази си роля участва като делегат на Първия църковно-народен събор в Скопие в 1945 година, на който е взето решение за възстановяване на Охридската архиепископия в лицето на Македонската православна църква.
За известно време изоставя свещеническата дейност и се занимава само с просветното дело. От 1949 г. е на служба в Държавното книгоиздателство на Македония – Скопие (по-късно „Просветно дело“). Оттогава до смъртта си, тридесет години посвещава на учебникарството и на просветителството и конкретно на стандартизирането на македонския литературен език. В този период той издава помагала, учебници, речници и училищна литература, както и периодика. Занимава се с изследване на делата на Кочо Рацин и Войдан Чернодрински. Взима участие в развитието и на църковно-просветната дейност. Като плод на работата му за пръв път за нуждите на богослужението се превеждат и издават на новия македонски литературен език Евангелията и Апостолът. Техен издател е Инициативният комитет за организиране на МПЦ. В 1949 година Милошев започва подготовката за издаване на Новия завет, който излиза в 1967 година. Гаврил прави и първите крачки към цялостния превод на Библията на македонски литературен език, излязал от печат в 1990 година.
След тридесетгодишна дейност, оставила траен отпечатък в развитието на учебникарството и просветителството в Северна Македония, Георги Милошев се пенсионира. След смъртта на жена му в края на 1977 година, Милошев е повикан от архиепископ Доситей Охридски и Македонски и помолен да приеме епископски чин. Милошев приема, но настоява за отваряне на Богословски факултет - създаден в края на декември 1977 година в манастира „Свети Йоан Кръстител“ в Капищец, Скопие. Епископ Гаврил става негов пръв и дългогодишен декан.
На 18 ноември 1977 година Светият синод на Македонската православна църква на синодално заседание решава да се оформи отделна Повардарска епархия с център Велес, а за архиерей на епархията е назначен Гаврил. На 29 януари 1978 година Гаврил е интронизиран за повардарски митрополит. Той е седмият поред архиерей хиротонисан епископ на МПЦ след Доситей, Наум, Климент, Методи, Кирил и Горазд. Във Велес Гаврил се изправя пред недостига на свещеници, запусналите църковни имоти и сгради и необходимостта от изграждане на нови. Успява да стабилизира епархията в духовен и материален план.
След трагичната смърт на архиепископ Ангеларий Охридски и Македонски, в катедралния храм „Света София“ в Охрид, представителите на Изборния църковно-народен събор с тайно гласуване избират Гаврил за трети глава на МПЦ. На 4 октомври 1986 година в „Света София“ в Охрид е интронизиран за глава на Македонската православна църква. Гаврил е първият архиепископ, който честити на вярващите Божичните празници и възобновява празника Водици, като хвърля във Вардар Богоявленския кръст. Започва да изпраща съборно синодално послание до вярващите по повод Илинден и е първият, който използва термина „трети Илинден“ за времето на независимостта на Северна Македония. Гаврил активно участва в доизграждането на съборния храм „Свети Климент Охридски“ в Скопие и на 12 август 1990 г. го освещава в съслужение с всички членове на Светия синод на МПЦ. По отношение на проблема с признаването на автокефалността на МПЦ, архиепископ Гаврил залага на политиката на братски диалог. На 18 октомври 1990 година архиепископ Гаврил представя капиталното дело македонски превод на Библията, издадено от печатницата „Люблянско дело“ в Любляна, Словения. Върху този труд Гаврил работи около петдесетина години.
В 1993 година заради старост и крехкото си здраве, подава оставка и след три години в 1996 година умира. Погребан е в църквата „Свети Наум“ в скопското село Радишани.